# USS LST-863
O USS LST-863 foi um navio de guerra norte-americano da classe LST que operou durante a Segunda Guerra Mundial.